# دراغان نيكوليتش
دراغان نيكوليتش (بالصربية: Драган Николић)‏ (و. 1943 – 2016 م) هو ممثل مسرحي، وممثل أفلام، وممثل من صربيا، جمهورية يوغسلافيا الاشتراكية الاتحادية . ولد في بلغراد .
توفي في بلغراد .

## جوائز وترشيحات
حصل على جوائز منها:
- Pavle Vuisić Award (سنة 2000)
- الذهبي الساحة لأفضل ممثل، عن عمل:Banović Strahinja (سنة 1981).

## روابط خارجية
- دراغان نيكوليتش على موقع IMDb (الإنجليزية)
- دراغان نيكوليتش على موقع ألو سيني (الفرنسية)
- دراغان نيكوليتش على موقع أول موفي (الإنجليزية)
- دراغان نيكوليتش على موقع قاعدة بيانات الأفلام السويدية (السويدية)
- دراغان نيكوليتش على موقع ديسكوغز (الإنجليزية)
- دراغان نيكوليتش على موقع قاعدة بيانات الفيلم (الإنجليزية)
- دراغان نيكوليتش على موقع كينوبويسك (الروسية)